# La Riche
La Riche es una comuna francesa, situada en el departamento de Indre y Loira, de la región de Centro-Valle del Loira. 

## Geografía
La Riche está situada en Turena, en el oeste de Francia, y pertenece a la aglomeración urbana de Tours.

## Demografía
| 6 324 | 6 331 | 6 670 | 7 261 | 7 838 | 8 594 | 9 612 | 10 089 | 10 325 |
| Para los censos de 1962 a 1999 la población legal corresponde a la población sin duplicidades (Fuente: INSEE [Consultar]) |       |       |       |       |       |       |        |        |

## Administración
El consejo municipal está formado por 33 concejales, elegidos por sufragio universal cada seis años. 

## Monumentos
La comuna alberga las ruinas del palacio de Plessis-lès-Tours, una importante residencia real del siglo XV, el priorato Saint-Cosme, donde murió Pierre de Ronsard, y los restos del monasterio de los Mínimos, donde murió Francisco de Paula.